# Haplogrup I del cromosoma Y humà
L'haplogrup I del cromosoma Y humà és un haplogrup format a partir de l'haplotip M170 del cromosoma Y humà. L'haplogrup I és nadiu de l'Orient Mitjà i Europa. Pot ser trobat en la majoria de poblacions europees, sobretot a les d'Escandinàvia i Croàcia. La seva dispersió es creu que està connectada amb les migracions de gent durant l'últim màxim glacial.

## Orígens
L'haplogrup I és una branca de l'haplogrup F. D'acord amb les teories actuals, l'haplogrup va arribar a Europa al voltant de fa entre 20.000 i 25.000 anys des de l'Orient Mitjà. Es creu que està relacionat amb la cultura gravetense.
La freqüència més alta de l'haplogrup I es dona entre les poblacions escandinaves i croata. Això dona suport a la hipòtesi que la regió de l'actual Croàcia va servir de refugi per a les poblacions del nord durant l'últim màxim glacial.
Hi ha indicis de què l'haplogrup està lligat a la cultura celta. La dispersió de l'haplogrup a l'Europa occidental podria ser coherent amb l'expansió cèltica que va ocórrer en la primera meitat del mil·lenni I aC.

## Haplogrup I2 del cromosoma Y humà
L'haplogrup I2 del cromosoma Y humà és un haplogrup format a partir de l'haplotip S31 del cromosoma Y humà. El subclade I2* és típic dels eslaus del sud, especialment croats i bosnians. Un altre subclade, I1b1b (anteriorment I1b2), està molt associat amb els sards, però també es troba en una freqüència moderadament baixa entre els bascos, espanyols en general, francesos, els italians continentals, els britànics i els suecs. Contrastant amb la tendència a concentrar-se al sud-est de I2* i al sud-oest de l2, el subclade I2 es troba principalment entre les poblacions del nord-oest d'Europa, especialment Alemanya, els Països Baixos, Dinamarca, i les Illes Britàniques.
Aquests en són els subclades proposats:
- I2 L68/PF3781/S329, M438/P215/PF3853/S31
  -     - I2* -
    - I2a L460/PF3647/S238
      - I2a* -
      - I2a1 P37.2/PF4004
        - I2a1* -
        - I2a1a L158/PF4073/S433, L159.1/S169.1, M26/PF4056
          - I2a1a* -
          - I2a1a1 L672/S327
          - I2a1a1* -
          - I2a1a1a L160/PF4013/S184

        - I2a1b CTS176/S2621, CTS1293/S2632, CTS1802/S2638, CTS5375/S2679, CTS5985/S2687, CTS7218/S2702, CTS8239/S2715, CTS8486/S2722, CTS11030/S2768, L178/S328, M423
          - I2a1b* -
          - I2a1b1 M359.2/P41.2
          - I2a1b2 L161.1/S185
            - I2a1b2* -
            - I2a1b2a L1498

          - I2a1b3 L621/S392
            - I2a1b3* -
            - I2a1b3a L147.2

        - I2a1c L233/S183
        - I2a1d L880
        - I2a1e L1294

      - I2a2 L35/PF3862/S150, L37/PF6900/S153, L181, M436/P214/PF3856/S33, P216/PF3855/S30, P217/PF3854/S23, P218/S32
        - I2a2* -
        - I2a2a L34/PF3857/S151, L36/S152, L59, L368, L622, M223, P219/PF3859/S24, P220/S119, P221/PF3858/S120, P222/PF3861/U250/S118, P223/PF3860/S117, Z77
          - I2a2a* -
          - I2a2a1 CTS616, CTS9183
            - I2a2a1* -
            - I2a2a1a M284
              - I2a2a1a* -
              - I2a2a1a1 L1195
                - I2a2a1a1* -
                - I2a2a1a1a L126/S165, L137/S166, L369
                - I2a2a1a1b L1193

            - I2a2a1b L1229
              - I2a2a1b* -
              - I2a2a1b1 Z2054
                - I2a2a1b1* -
                - I2a2a1b1a L812/S391
                - I2a2a1b1b P53.3

              - I2a2a1b2 L1230

            - I2a2a1c CTS10057, CTS10100
              - I2a2a1c* -
              - I2a2a1c1 L701, L702
                - I2a2a1c1* -
                - I2a2a1c1a P78
                - I2a2a1c1b L699, L703
                  - I2a2a1c1b* -
                  - I2a2a1c1b1 L704

              - I2a2a1c2 Z161
                - I2a2a1c2* -
                - I2a2a1c2a L801/S390
                  - I2a2a1c2a* -
                  - I2a2a1c2a1 CTS1977
                    - I2a2a1c2a1* -
                    - I2a2a1c2a1a P95
                    - I2a2a1c2a1b CTS1858

                  - I2a2a1c2a2 CTS6433
                    - I2a2a1c2a2* -
                    - I2a2a1c2a2a Z78
                      - I2a2a1c2a2a* -
                      - I2a2a1c2a2a1 L1198
                        - I2a2a1c2a2a1* -
                        - I2a2a1c2a2a1a Z190
                          - I2a2a1c2a2a1a* -
                          - I2a2a1c2a2a1a1 S434/Z79

                        - I2a2a1c2a2a1b P195.2

                    - I2a2a1c2a2b ZS20
                      - I2a2a1c2a2b* -
                      - I2a2a1c2a2b1 CTS661/L1272

                  - I2a2a1c2a3 L1290, L1317

                - I2a2a1c2b L623, L147.3

          - I2a2a2 L1228

        - I2a2b L38/S154, L39/S155, L40/S156, L65.1/S159.1, L272.3
          - I2a2b* -
          - I2a2b1 L533/S295

    - I2b L415/S435, L416, L417/S332
    - I2c L596/PF6907/S292, L597/S333
      - I2c* -
      - I2c1 L1251
      - I2c2 CTS7767.1